# Ett perfekt mord
Ett perfekt mord (originaltitel: A Perfect Murder) är en amerikansk thrillerfilm från 1998 i regi av Andrew Davis, med Michael Douglas, Gwyneth Paltrow och Viggo Mortensen i huvudrollerna. Filmen är en nyinspelning av Alfred Hitchcocks Slå nollan till polisen (Dial M for Murder) från 1954.

## Handling
Emily Bradford Taylor (Gwyneth Paltrow) är en framgångsrik tolk inom FN och gift med finansmannen Steven Taylor (Michael Douglas), samtidigt som hon är otrogen med konstnären David Shaw (Viggo Mortensen). Steven klurar ut hennes dubbelliv och tar reda på att David har suttit i fängelse för att lurat rika kvinnor på pengar. Steven beslutar att David ska mörda Emily för 500 000 dollar. Steven har planerat allt perfekt, ett perfekt mord. Men Davids känslor är för starka och han anlitar en tredje man från gatan att utföra dådet. När den tredje mannen kommer in och ska mörda Emily lyckas hon övermanna honom och döda honom. Steven tror att allt har gått enligt hans plan, men när han kommer tillbaka från sin pokerkväll men sina vänner och tar av huvan på den döda är det ett okänt ansikte han ser.
Steven beslutar att sända Emily till sin mor, medan Steven själv försöker att ta reda på vad som hände med David. Emily beslutar att återvända till lägenheten på Manhattan (brottsplatsen), när Steven kommer smygande in genom dörren. Hon berättar att hon vill ta en paus i deras förhållande och att hon ska flytta till några vänner. Emily, som även fått ett ljudband från David där man klart och tydligt hör hur Steven berättar om hur David ska mörda Emily, vill nu göra sig fri från Steven. Steven som utöver sin frus otrohet har hamnat i finansiella problem, beslutar att mörda Emily själv och därmed ärva henne, eftersom Steven Taylors företag är konkursmässigt.

## Roller i urval
- Michael Douglas – Steven Taylor
- Gwyneth Paltrow – Emily Bradford Taylor
- Viggo Mortensen – David Shaw
- David Suchet – Mohamed Karaman
- Sarita Choudhury – Raquel Martinez
- Michael P. Moran – Bobby Fain
- Novella Nelson – Ambassador Alice Wills